# 珍妮弗·弗伦奇
珍妮弗·弗伦奇（英語：Jennifer French，1971年6月11日—），美国女子帆船运动员。她曾代表美国参加2012年夏季残疾人奥林匹克运动会帆船比赛，获得SKUD18级双人龙骨帆船银牌。